# Het Parool
Het Parool (pronunție în neerlandeză [ˈɦɛt paːˈroːl]) este un ziar din Amsterdam, care apare zilnic. El a fost publicat pentru prima dată pe 10 februarie 1941, ca ziar al rezistenței în timpul ocupației Țărilor de Jos de către Germania Nazistă (1940-1945). În limba engleză, numele său înseamnă Parola sau Motto-ul.

## Al Doilea Război Mondial
Ziarul a fost precedat de o foaie de știri ștampilată care a fost publicată începând din mai 1940 de către Frans Goedhart. La sfârșitul anului 1940, Wim van Norden s-a alăturat grupului care scria acea foaie; Van Norden va îndeplini mai târziu funcția de director al ziarului între 1945 și 1979. Jaap Nunes Vaz a fost implicat, de asemenea, în redactarea ziarului. În 1944, ziarul, deși ilegal și puternic persecutat, a ajuns la un tiraj de aproximativ 100.000 de exemplare și a fost distribuit de către Rezistența Olandeză. Alți contribuitori importanți au fost Simon Carmiggelt și Max Nord, care locuiau cu Van Norden și cu familiile lor pe Reguliersgracht, în sediul central al ziarului, care nu a fost descoperit niciodată de către naziști.
Numeroși colaboratori ai ziarului au fost capturați și uciși de către germani și colaboratorii lor olandezi. Alphons Meeuwis care distribuia ziarul a fost arestat în 1941 și trimis în mai multe lagăre. Nunes Vaz a fost arestat de Gestapo pe 25 octombrie 1942 și trimis în lagărul de concentrare Sobibor.

## După război

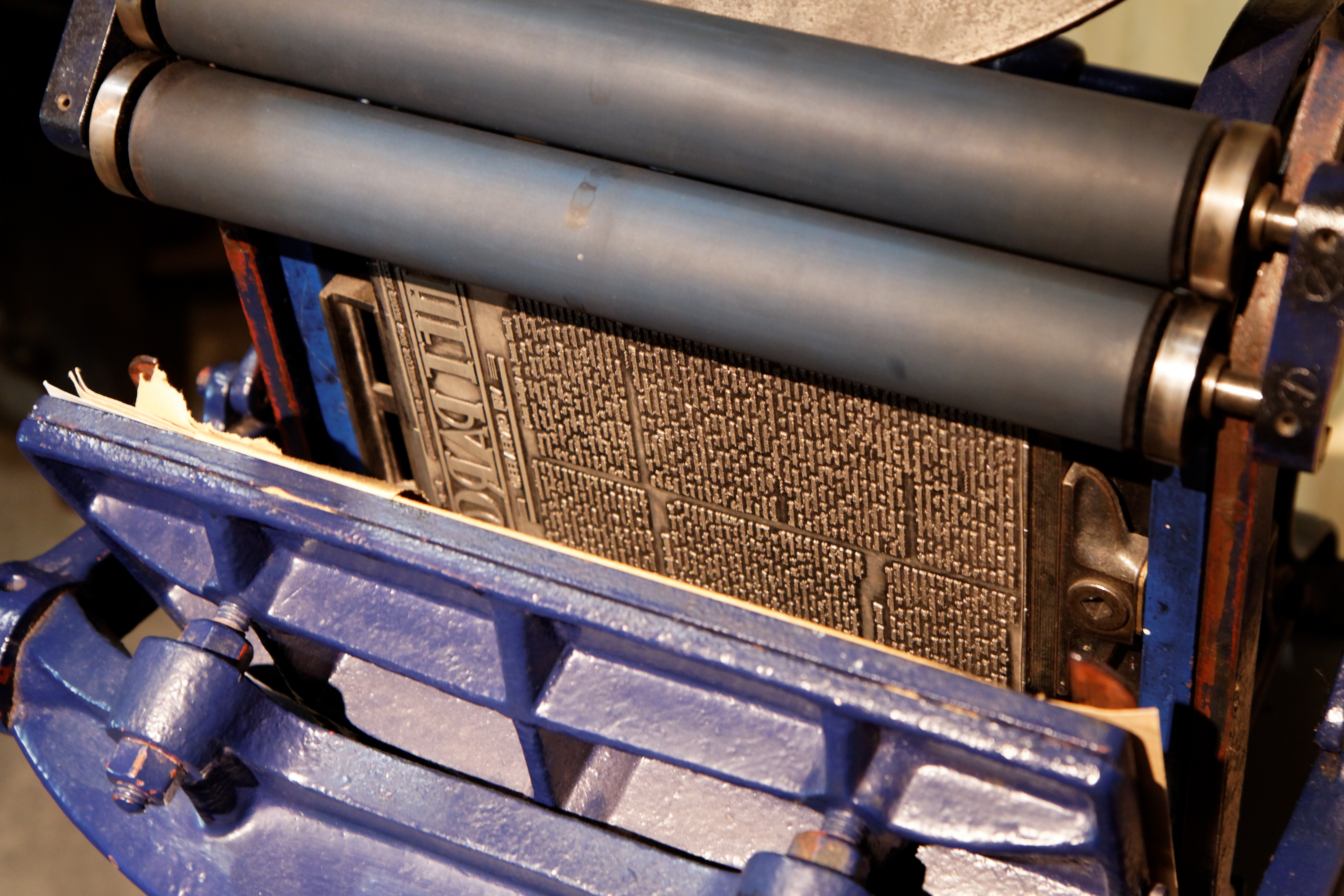
Presa tipografică a Het Parool

După război, Het Parool a devenit rapid unul dintre cele mai mari ziare din Țările de Jos, parțial pentru că o mare parte a populației l-a apreciat că era cel mai prolific ziar al rezistenței și parțial pentru că ziarele care au colaborat cu ocupanții germani au fost interzise.
În afară de ziarul principal, Het Parool a publicat reviste și ziare locale în Țările de Jos. Mai multe ziare locale au apărut alături de Het Parool, inclusiv Het Rotterdamsch Parool (1947-1971), Nieuw Utrechtsch Dagblad, Haagsch Dagblad și Het Flevoparool (1982-1988). Aceste publicații locale și-au încetat apariție la sfârșitul anilor 1960, începutul anilor 1970 sau (în cazul lui Het Flevoparool) al anilor 1980.
Numărul cititorilor a atins apogeul la mijlocul anilor 1960, când ziarul a avut peste 400.000 de abonați, devenind al doilea cel mai mare ziar din Olanda din acea vreme. În ultima parte a anilor 1960, ziarul, sub conducerea redactorului șef conservator Herman Sandberg, a sprijinit puternic Războiul din Vietnam, ceea ce a dus la înstrăinarea unei părți substanțiale a cititorilor liberali și de stânga ai Het Parool. A început un declin constant al abonamentelor și tirajului, care a persistat timp de aproape patru decenii.

## Legături externe
- Site web oficial